# Златоустовский округ
Златоустовский округ — административно-территориальная единица Уральской области СССР, существовавшая в 1923—1930 годах.

## История
Златоустовский округ был образован в границах бывшего Златоустовского уезда постановлением ВЦИК от 12 ноября 1923 года при образовании Уральской области. Центром округа был назначен город Златоуст.
Постановлением СНК СССР 30 июля 1930 года Златоустовский округ, как и большинство остальных округов СССР, был упразднён. Его районы отошли в прямое подчинение Уральской области.

## Административное деление
По данным на 1 января 1926 года округ был разделён на 5 районов: Катав-Ивановский, Кусинский, Миасский, Миньярский и Саткинский. В том же году был образован Медведевский район.

## Население
Население округа в 1926 году составляло 239,5 тыс. человек. Из них русские — 95,2 %; татары — 2,7 %.